# Campylomormyrus luapulaensis
Campylomormyrus luapulaensis е вид лъчеперка от семейство Mormyridae.

## Разпространение
Видът е разпространен в Демократична република Конго.

## Описание
На дължина достигат до 22 cm.